# محمد بن داود بن الجراح
أبو عبد الله محمد بن داود بن الجراح (243هـ/857م - 296هـ/908-909م) أديب وكاتب وشاعر عاش في العصر العباسي الأوَّل.

## سيرته
ولِدَ محمد بن داود بن الجراح في سنة 243هـ، ونشأ في بيئة مُثَقَّفة، وأفراد أسرته من الأدباء المؤلِّفين، وفي سنة 279هـ عمل محمد بن داود كاتباً لدى عبيد الله بن سليمان بن وهب في خلافة المعتضد، وتولَّى دواوين الخراج والضياع والجيش في خلافة المكتفي ومن بعده المقتدر، ولمَّا تولَّى ابن المعتز الخلافة عيَّنه وزيراً، ولكنَّ خلافته لم تدم طويلاً وأُزِيحَ بعد يوم من مبايعته، فهرب محمد بن داود وظلَّ مُتخفِّياً إلى أن قُبِضَ عليه، فقُتِل بأمرٍ من أبي الحسن بن الفرات في ربيع الآخر من سنة 296هـ.

## مؤلفاته
تُنسَب إليه المؤلفات التالية:
- «كتاب الورقة في أخبار الشعراء» (يتحدَّث في كُلِّ ورقةٍ منه عن ترجمة شاعر).
- «الشعر والشعراء».
- «من سُمِّي من الشعراء عَمْراً في الجاهليَّة والإسلام».
- «كتاب الوزراء».
- «كتاب الأربعة» (وضعه على غرار كتاب أبي هفان).